# Новацька Стефанія Антонівна
Стефанія Антонівна Новацька (нар. 14 січня 1928, с. Бібрка, Польща) — українська вишивальниця, публіцистка, громадська діячка.

## Життєпис
У 1946 році депортована; проживає в с. Слобідка Тернопільського району. У 1944 році ув'язнена за зв'язки з УПА.

## Творчість
Вишиває костюми різних регіонів України, блузки, рушники, головні убори, хоругви, килими, покривала, занавіски, салфетки. Учасниця виставок народної вишивки. Діяльна у громадському житті.
Автор книги «Недописана книга» (2003).